# Adeyinka Gladys Falusi
Adeyinka Gladys Falusi (geb. in Efon Alaye, Ekiti) ist eine nigerianische Professorin für Hämatologie, spezialisiert auf Humangenetik und Bioethik. Sie wurde durch ihre Forschungen zu genetischen Blutkrankheiten wie Sichelzellanämie und Thalassämie, ihren Einsatz im Kampf gegen diese Krankheiten sowie für ihre Arbeiten zur Bioethik bekannt.

## Leben
Bereits in ihrer Schulzeit an der Queen’s School in Ede entwickelte Falusie ein großes Interesse für experimentelle Wissenschaften, insbesondere Chemie. Nach dem Schulabschluss studierte sie Chemie an der Universität Ibadan. Nach fünf Jahren in den Vereinigten Staaten kehrte sie nach Nigeria zurück und wechselte beruflich zur Hämatologie am University College Hospital in Ibadan. Sie erwarb 1981 ihren Masterabschluss und promovierte 1986. Während ihrer wissenschaftlichen Karriere verbrachte Falusi Forschungsaufenthalte am Hammersmith Hospital in London, am John Radcliffe Hospital der Universität Oxford, am Sloan Kettering Cancer Center in New York und am Institut für Tropenmedizin in Berlin.
Sie ist mit Abiodun Falusi verheiratet, der ebenfalls in der Wissenschaft tätig ist.

## Wirken
Falusi machte wegweisende Entdeckungen zur Häufigkeit der Thalassämie und genetischen Modifikatoren der Sichelzellanämie in Nigeria. Sie war federführend bei der Erforschung genetischer Variationen der Sichelzellanämie, was zur Berichtigung bestehender wissenschaftlicher Literatur beitrug. Weitere Beiträge leistete sie zur Erforschung der genetischen Grundlagen von Brustkrebs, wobei sie maßgeblich zur Errichtung des ersten voll funktionsfähigen Immunhistochemie-Labors südlich der Sahara außerhalb Südafrikas beitrug.
Als Vorsitzende des Institutional Review Committee (UI/UCH IRC) von 2001 bis 2005 richtete sie das erste umfassende ethische Prüfungsgremium Nigerias mit internationaler Anerkennung ein. Sie entwickelte überdies die ersten ethischen Richtlinien der Universität Ibadan für medizinische Forschung und förderte Ethikkapazitäten in zahlreichen afrikanischen Institutionen.
Im Ruhestand gründete Falusi die Sickle Cell Hope Alive Foundation (SCHAF), eine gemeinnützige Organisation zur Bekämpfung der Sichelzellkrankheit durch Aufklärung, Vorbeugung und Forschungsförderung. Unter ihrer Leitung setzt sich SCHAF insbesondere in der Öffentlichkeitsarbeit ein und unterstützt Patienten durch Aufklärungskampagnen und medizinische Versorgung.
Falusi ist zudem eine Mentorin für junge Wissenschaftlerinnen und etablierte verschiedene Auszeichnungen zur Förderung weiblicher Nachwuchskräfte in den Naturwissenschaften.
Ihre Leistungen wurden mehrfach international anerkannt, darunter durch den UNESCO-L’Oréal-Preis im Jahr 2001 sowie zahlreiche weitere Auszeichnungen wie die Aufnahme in die Nigerian Academy of Science (2009) und den National Productivity Order of Merit (NPOM, 2005).